# چو هیون-چو
چو هیون-چو (به انگلیسی: Jo Hyun-Joo) ژیمناست زادهٔ ۱۳ دسامبر ۱۹۹۲ میلادی اهل کشور کره جنوبی است.